# Puma Yumco
Il Puma Yumco (in tibetano: ཕུ་མ་གཡུ་མཚོ, phu ma g.yu mtshoW; in cinese: 普莫雍錯T, 普莫雍错S, Pǔmò YōngcuòP), il cui nome in tibetano significa letteralmente "Gemma blu che fluttua nel cielo", è un lago situato nella parte meridionale dell'Altopiano del Tibet, nel territorio della contea tibetana di Nagarzê. Lungo circa 32 km in direzione est-ovest, largo al massimo 14 km e con una superficie di circa 280 km², il Puma Yumco è uno dei laghi più alti del mondo, essendo la sua superficie ubicata a 5030 m sopra il livello del mare. Il lago è alimentato da flussi d'acqua provenienti dalle cime innevate che lo circondano e, quando il lago raggiunge un livello limite, le sue acque tracimano nel vicino lago Yamdrok attraverso un passaggio sito sulla sua costa nordorientale.

## Caratteristiche

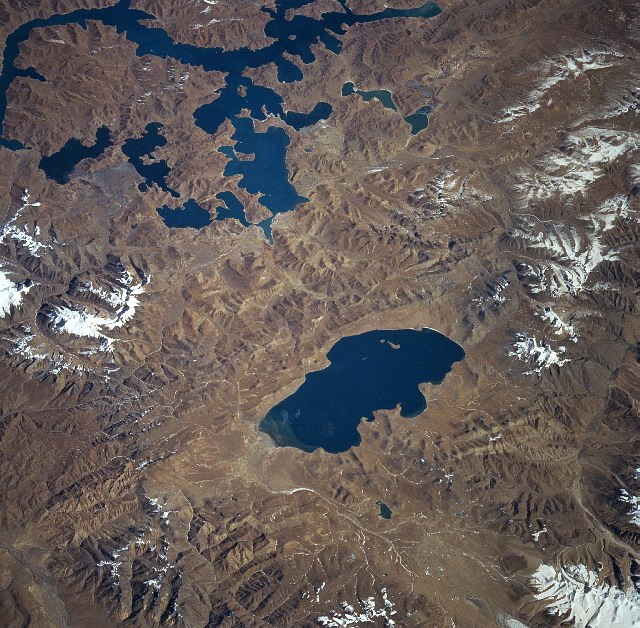
Una fotografia del lago Puma Yumco scattata dallo spazio nel novembre 1997.

Il lago è considerato essere ultraoligotrofico, data l'estrema povertà di sostanza nutrienti contenute sia nelle sue acque, sia nei suoi sedimenti. Proprio a causa di questo, il lago vede una scarsissima presenza di organismi fotosintetici, ossia di fitoplancton, e non, e le sue acque, lievemente alcaline e il cui colore tende a un marcato blu, risultano quindi chiarissime. Uno studio effettuato nel 2003 ha rivelato che le specie qui rinvenute appartenevano principalmente al genere Aphanocapsa, per quanto riguarda il fitoplancton, e alla famiglia delle Diaptomidae, per quanto riguarda lo zooplancton.

## Clima
L'area circostante al lago Puma Yumco ha un clima secco tipico della tundra caratterizzato da lunghi e freddissimi inverni, quasi privi di precipitazioni, e corte e fredde, e talvolta umide, estati. L'escursione termica tra il dì e la notte è piuttosto elevata, tanto che d'estate la temperatura può arrivare fino a 15 °C durante le ore diurne per poi andare sottozero durante la notte, mentre d'inverno può raggiungere i -20 °C durante la notte per poi salire sopra lo zero durante le ore diurne. In virtù di tale clima, il lago Puma Yumco resta ghiacciato per la maggior parte dell'anno e sulla sua superficie si forma un intricato reticolo di blocchi di ghiaccio aventi il diametro arriva anche a centinaia di metri. Ciò è dovuto al susseguirsi di cicli di congelamento, frattura e ricongelamento subiti dal ghiaccio a causa delle variazioni di temperatura e dei forti venti che soffiano sul lago.